# Polabské hůry
Polabské hůry je společné označení pro trojici svědeckých vrchů ve Středočeském kraji v  okresu Nymburk – Přerovskou, Semickou a Břístevskou hůru v katastrálních územích Přerov nad Labem, Semice a Bříství. Jedná se o cenné přírodní lokality, zachovalé polabské bílé stráně s teplomilnou vegetací a pozůstatkem řady ohrožených druhů rostlin a živočichů.
Na hůrách jsou významné zejména jejich jižní svahy, na kterých jsou vyvinuta typická společenstva bílých strání s hojným výskytem druhů červeného seznamu. Cenné plochy se řadí mezi tyto typy stanovišť: širokolisté suché trávníky, polopřirozené suché trávníky, facie křovin na vápnitých podložích a extenzivní sečené louky nížin až podhůří. Lokalita je významná i výskytem celé řady vzácných druhů bezobratlých. Na Přerovské hůře je evidována stabilní populace kudlanky nábožné (Mantis religiosa).

## Natura 2000
Dne 5. října 2009 vláda ČR na návrh ministra životního prostředí Ladislava Mika zařadila jižní svahy Přerovské a Semické hůry společně s celým vrcholem hůry břístevské do seznamu Evropsky významných lokalit Natura 2000 (název přírodní památky Polabské hůry).
Přírodní památka a evropsky významná lokalita měří 24,53 hektaru a nachází se v nadmořské výšce 190–237 metrů.

## Rizika
Flora Semické a Břístevské hůry byla v minulosti poškozena nevhodnou výsadbou borovice černé (Pinus nigra). Semická hůra je poškozovaná extenzivní zemědělskou činností u jižní paty kopce. Nejohroženější je Přerovská hůra, kde vedle rychlého zarůstání vzácných trávníků křovím představuje problém taky rychle rostoucí obytná zástavba jižního svahu a plán na výstavbu vodojemu na vrcholu kopce.

## Fotogalerie

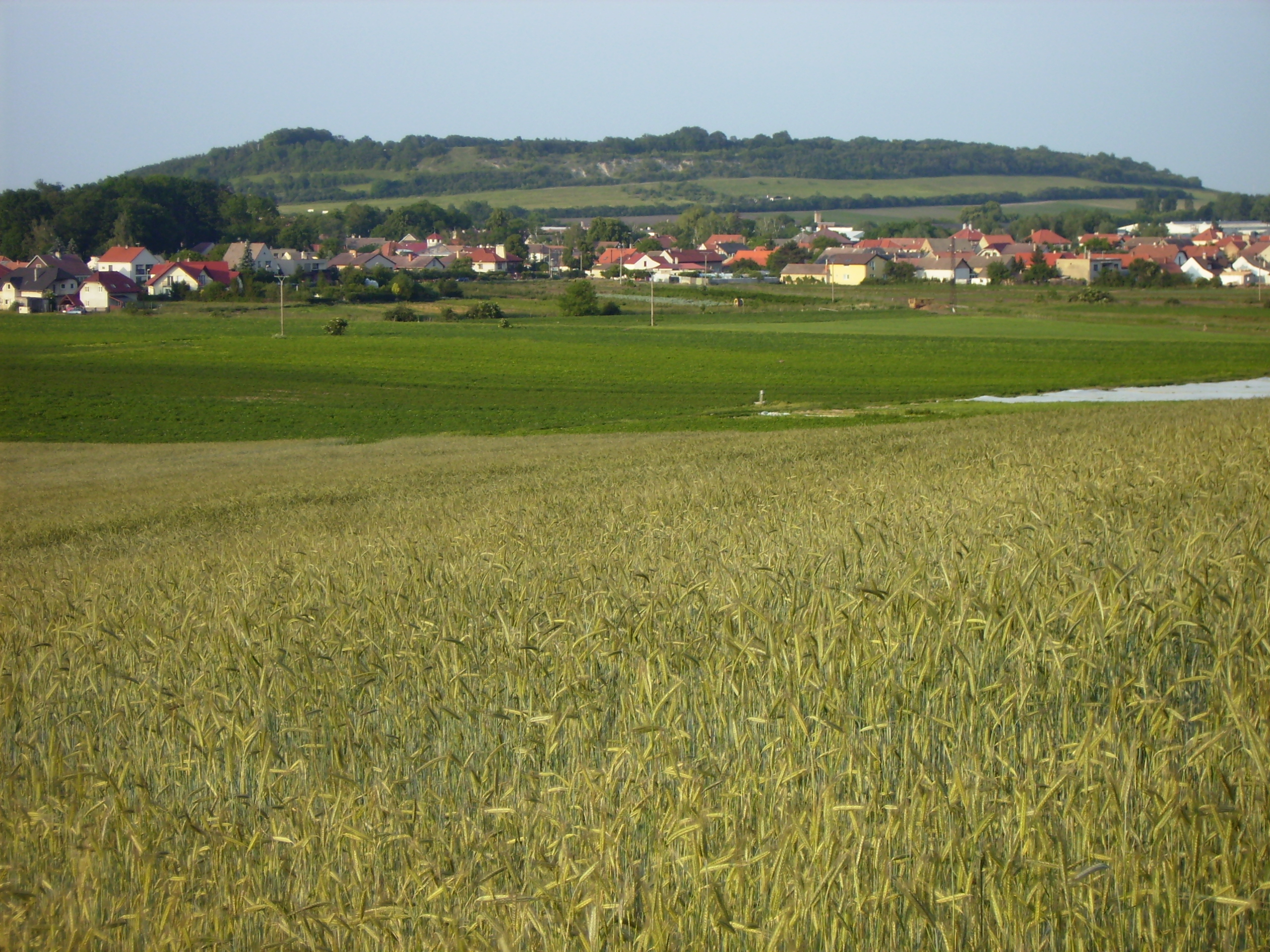
Přerovská hůra
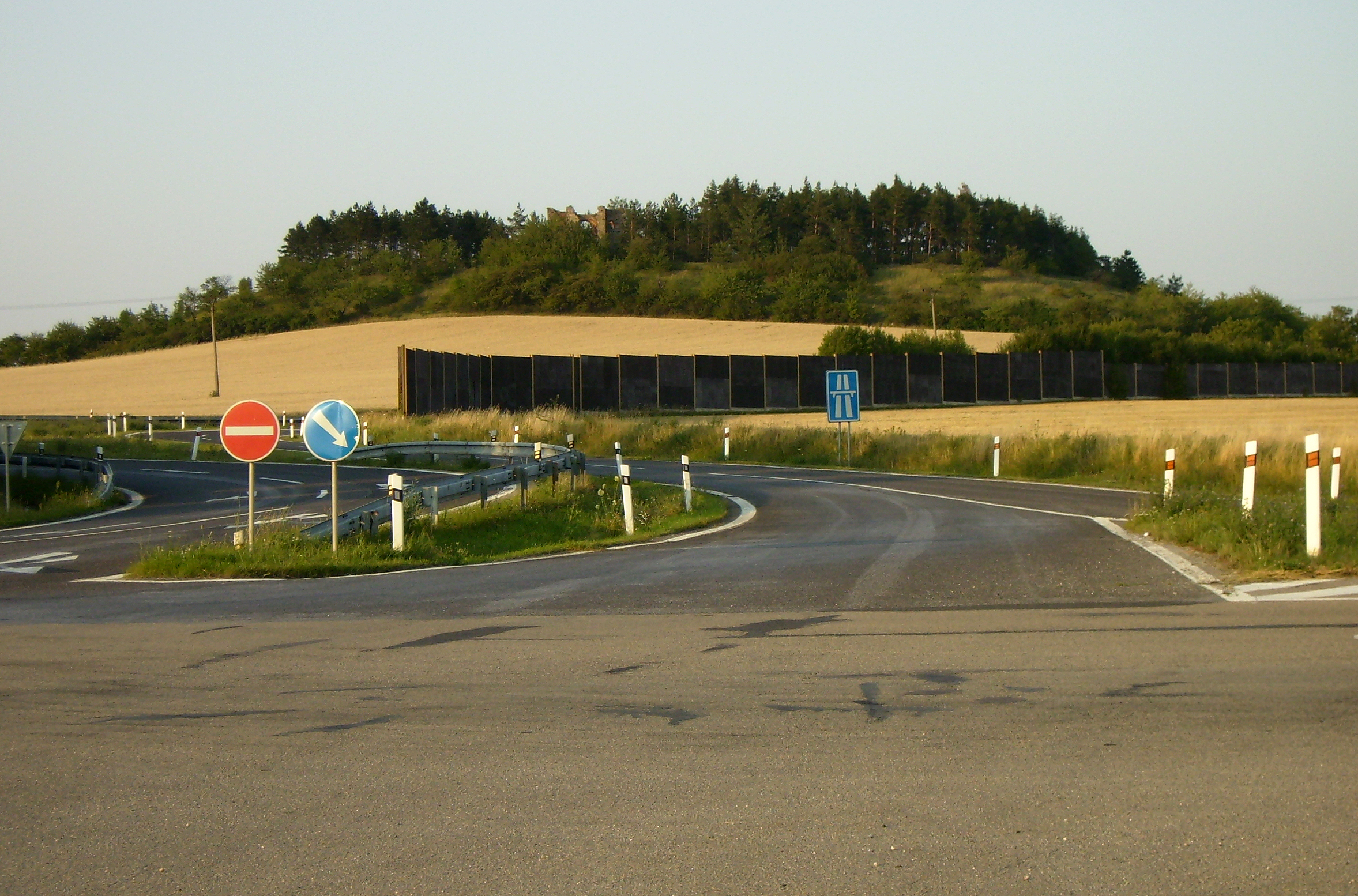
Břístevská hůra
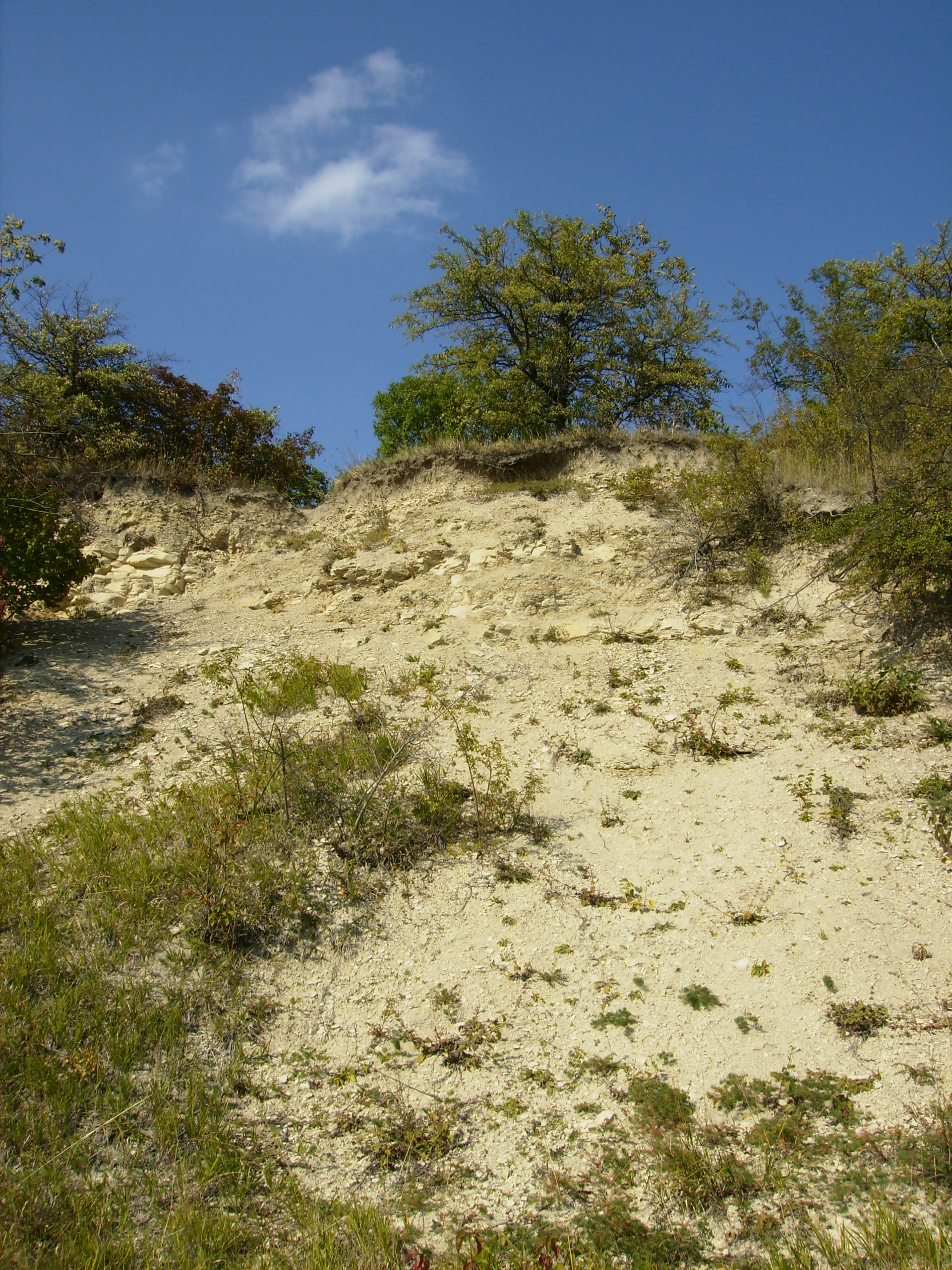
Přerovská hůra – bílá skalka na jižním svahu
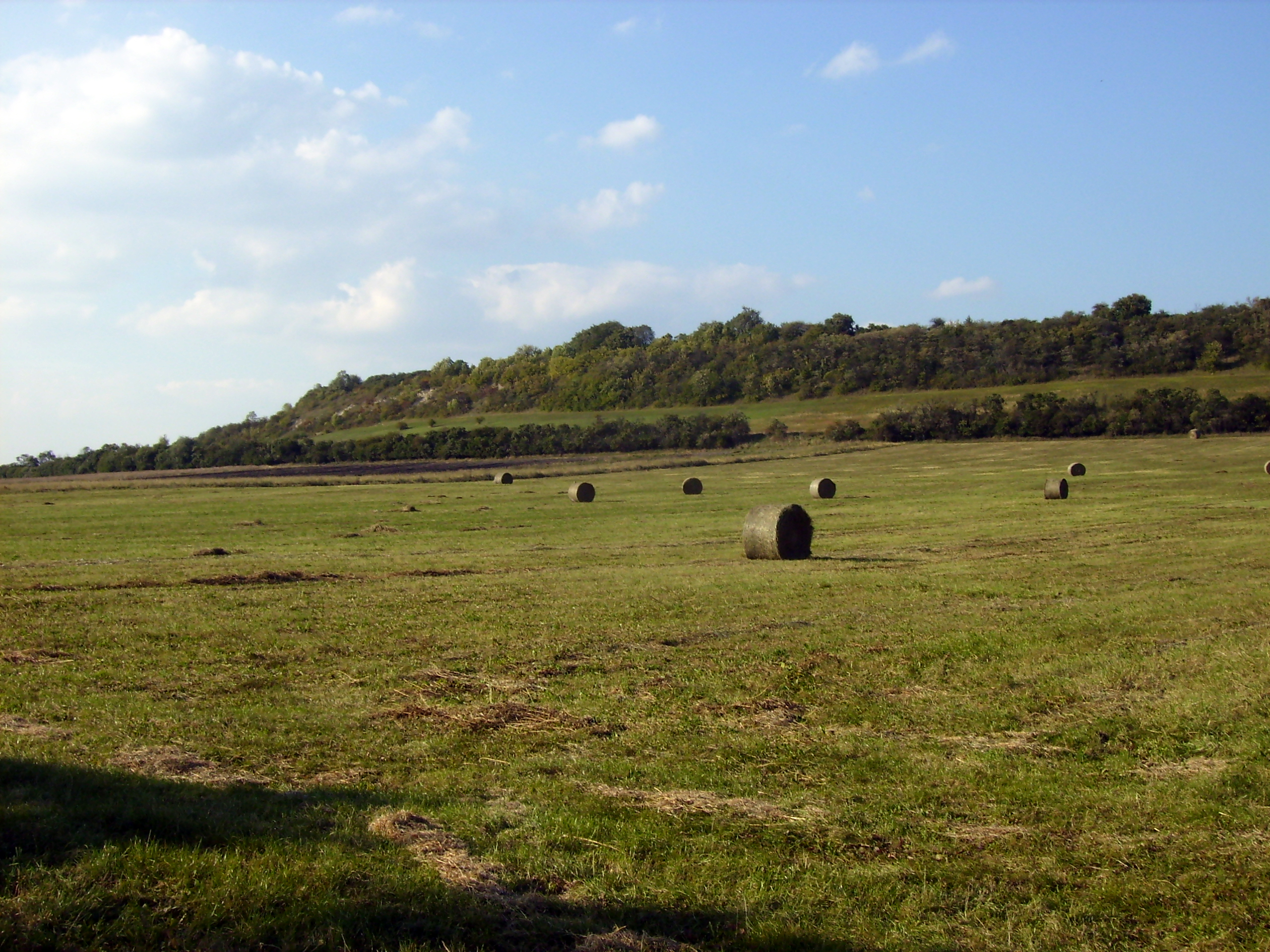
Přerovská hůra – jižní svah